# Zaventem
Zaventem é um município da Bélgica localizado no distrito de Halle-Vilvoorde, província de Brabante Flamengo, região da Flandres.

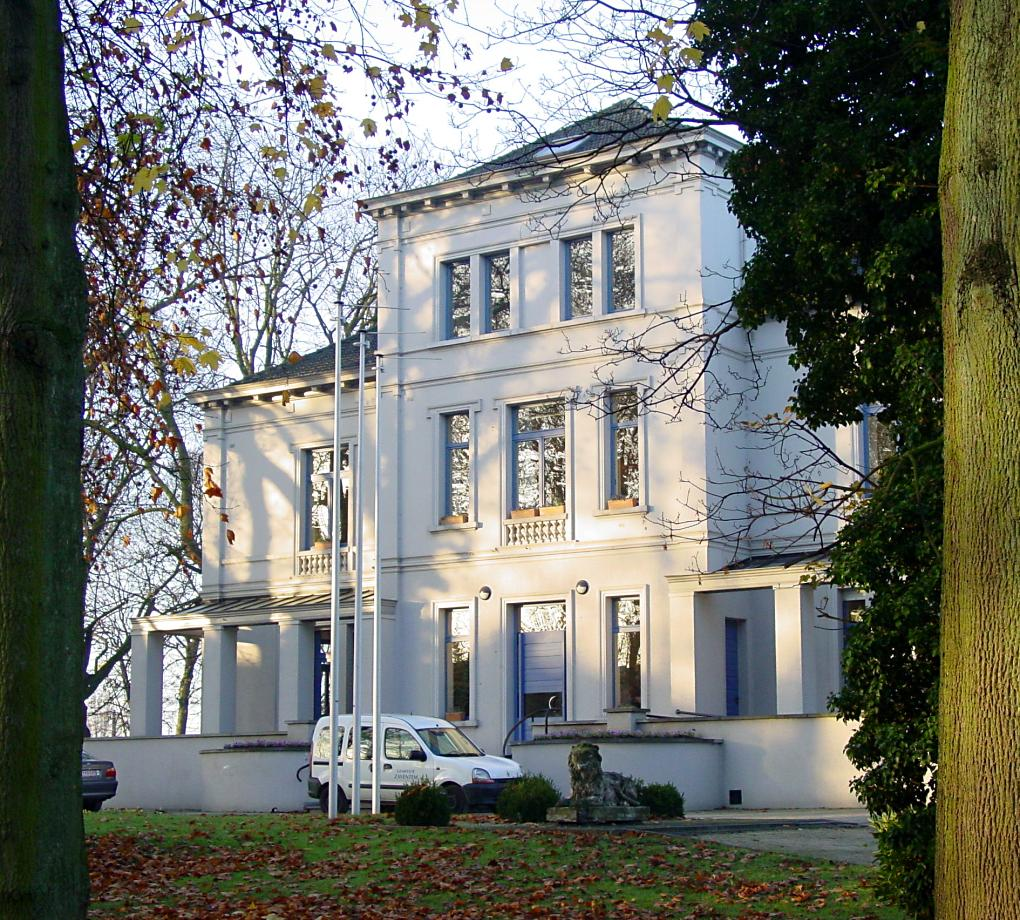
Prefeitura de Zaventem